# Tommy la mummia e lo scarabeo d'oro
Tommy la mummia e lo scarabeo d’oro (Dummie de Mummie) è un film del 2014 diretto da Pim van Hoeve.
Film per ragazzi olandese che ha per protagonisti Roeland Fernhout, Julian Ras, Ton Kas e Yahya Gaier. Racconta le vicissitudini di una mummia che improvvisamente prende vita ed entra nella vita di Goos Guts, dichiarandosi come cugino con gravi ustioni in tutto il corpo. 
Il film è basato sulla serie di libri Tommy la mummia di Tosca Menten.

## Trama
Una mummia viene colpita da un fulmine e prende vita. Incontra e diventa amico di Goos che vive con suo padre Klaas Guts (mentre la madre di Goos è deceduta). Fanno credere a tutti che Tommy è ustionato in tutto il corpo (ma non sente alcun dolore) in modo che così anche Tommy può andare a scuola con Goos.
Tommy porta sempre uno scarabeo. Un giorno lo perde a scuola, e Anna-Lies, una ragazza che spesso lo tormenta, lo trova e lo tiene per sé. A causa dell'effetto magico dello scarabeo, il risultato è che sia Tommy che la ragazza si ammalano gravemente. Alla fine lo scarabeo viene recuperato così entrambi si riprendono rapidamente.

## Sequel
- Tommy la mummia e la sfinge di Shakaba (Dummie de Mummie en de Sfinx van Shakaba), (2015)
- Tommy la mummia e la tomba di Achnetut (Dummie de Mummie en de tombe van Achnetoet), (2017)